# Francis Uzoho
Francis Odinaka Uzoho (* 28. Oktober 1998 in Nwangele, Imo) ist ein nigerianischer Fußballspieler auf der Position eines Torwarts. Seit 2021 steht er beim zyprischen Fußballverein Omonia Nikosia unter Vertrag. Er debütierte im Jahre 2017 in der nigerianischen A-Nationalmannschaft.

## Vereinskarriere
Francis Uzoho wurde am 28. Oktober 1998 in der Local Government Area Nwangele etwas nördlich von Owerri, der Hauptstadt des nigerianischen Bundesstaates Imo, geboren. Seine Karriere als Fußballspieler begann er auf der Position eines Stürmers, musste aber im Alter von zwölf Jahren, da er als zu langsam galt, die Position wechseln und wurde daraufhin Torwart. Als Straßenfußballer war begann er bereits sehr früh mit seinen Freunden Fußball zu spielen, nahm den Sport allerdings erst ab einem Alter von 13 bzw. 14 Jahren ernst. Nachdem er in Nigeria für rund vier Jahre an einer Akademie gespielt hatte, wechselte er im Jahre 2013 als 14-Jähriger an die Aspire Academy nach Katar, wo er fortan intensiv als Torhüter ausgebildet wurde. Hier war er in weiterer Folge bis zum Jahre 2016 aktiv, ehe er über die Aspire Academy an diversen Trainingslagern in Spanien teil und kam dabei unter anderem bei einem Turnier in Barcelona zum Einsatz. Dabei fiel er den Scouts von Deportivo La Coruña auf, die ihn daraufhin nach zum spanischen Erstligisten lotsten. Anfangs im vereinseigenen Nachwuchs aktiv, schaffte er rasch den Sprung in die unter dem Namen Deportivo Fabril antretende B-Mannschaft von Deportivo La Coruña.
Bei der eben erst in die drittklassige spanische Segunda División B aufgestiegene B-Mannschaft wurde er von Trainer Cristóbal Parralo noch früh in der Saison 2017/18 eingesetzt und entwickelte sich schnell zum Stammtorhüter der Mannschaft. Bis zum Ende der Spielzeit war er in 25 von 38 möglich gewesenen Ligapartien zum Einsatz gekommen und rangierte mit dem Team in der Gruppe 1 auf dem zweiten Platz hinter Rayo Majadahonda. Dadurch qualifizierte sich die Mannschaft für die saisonabschließenden Play-offs, in denen Deportivo Fabril aufgrund der Auswärtstorregel bereits in der ersten Runde gegen Extremadura ausschied. Uzoho kam dabei im Hinspiel zum Einsatz und war für das Rückspiel befreit, da er sich beim nigerianischen Nationalteam aufhielt.
Nachdem er aufgrund der Altersregelung erst im Januar 2017 einen Vertrag mit dem Profiteam unterzeichnen konnte, startete er umgehend danach bei den Profis ins Training. Am 15. Oktober 2017 debütierte der Nigerianer unter Trainer Pepe Mel bei einem 0:0-Unentschieden auswärts gegen den SD Eibar für die Profimannschaft. Mit 18 Jahren und 352 Tagen war er damit der jüngste ausländische Torhüter, der jemals in der Primera División debütierte, und der zweitjüngste eingesetzte Spieler der Primera División 2017/18 hinter Achraf Hakimi von Real Madrid. Bereits in der darauffolgenden neunten Spielrunde kam Uzoho bei einer 1:2-Heimniederlage gegen den FC Girona ein weiteres Mal in der höchsten spanischen Fußballliga zum Einsatz. Danach wurde der junge Nigerianer in keinem weiteren Pflichtspiel der Profis mehr berücksichtigt und saß nicht einmal mehr auf der Ersatzbank, sondern verbrachte die restliche Spielzeit in der B-Mannschaft und im Nationalteam. Am 24. August 2018 verlängerte Uzoho seinen Vertrag bei Deportivo La Coruña um drei Jahre, wurde jedoch umgehend für eine Saison an den Zweitligisten FC Elche ausgeliehen. Im Februar 2019 wechselte er leihweise zum zyprischen Verein Anorthosis Famagusta, um vor dem Afrika-Cup 2019 mehr Spielpraxis zu erhalten. Im Juli 2019 kehrte er erneut nach Zypern zurück und wurde an Omonia Nikosia verliehen. Dort kam er verletzungsbedingt nur selten zum Einsatz, nachdem er sich bei einem Länderspiel schwer verletzt hatte.
Im Juli 2020 unterschrieb Uzoho einen Dreijahresvertrag beim zyprischen Spitzenklub APOEL Nikosia, wurde aber bereits im August 2021 wieder freigestellt. Am letzten Tag der Sommertransferperiode unterschrieb er einen Dreijahresvertrag bei seinem früheren Leihverein Omonia Nikosia, wo er seinen Vertrag später bis 2027 verlängerte. Am 13. Oktober 2022 erhielt Uzoho internationale Anerkennung für seine Leistung gegen Manchester United in der UEFA Europa League. Trotz einer 0:1-Niederlage im Old Trafford glänzte er mit zwölf Paraden und wurde für die Auszeichnungen „Spieler der Woche“ und „Parade des Tages“ nominiert. Obwohl meist als Ersatztorhüter hinter Fabiano Ribeiro de Freitas geführt, gewann Uzoho mit Omonia Nikosia 2022 und 2023 den zyprischen Fußballpokal.

## Nationalmannschaftskarriere
Erste Erfahrungen in einer Nationalauswahl des nigerianischen Fußballverbandes sammelte Uzoho im Jahre 2013, als er als gerade einmal 14-Jähriger bei der U-17-Fußball-Weltmeisterschaft 2013 als zweiter bzw. dritter Torhüter der Nigerianer fungierte, allerdings nicht zum Einsatz kam.
Im Oktober 2017 erhielt Uzoho seine erste Einberufung in die von Gernot Rohr trainierte A-Nationalmannschaft seines Heimatlandes. Während er in der Begegnung gegen Algerien noch keine Berücksichtigung fand, setzte ihn Rohr am 14. November 2017 bei einem 4:2-Sieg über Vizeweltmeister Argentinien ab der zweiten Spielhälfte für Daniel Akpeyi ein. Nach Einsätzen in zwei weiteren freundschaftlichen Länderspielen gegen Polen und Serbien Ende März 2018 nahm Uzoho mit seinem Heimatland an der Vorbereitung auf die Fußball-Weltmeisterschaft 2018 teil. Hierbei setzte ihn Rohr in den Partien gegen die DR Kongo, England und Tschechien jeweils über die volle Spieldauer ein. Nachdem er in das 23-köpfige nigerianische Spieleraufgebot für die WM 2018 in Russland berufen wurde, wurde er bereits als nigerianischer Stammtorhüter bei der Weltmeisterschaft gewertet. Beim Turnier selbst schieden die Nigerianer nach drei Spielen in der Gruppe D auf dem dritten Platz rangierend frühzeitig aus; Uzoho stand in allen drei Partien jeweils über die volle Spieldauer im Tor der nigerianischen Nationalelf und musste vier Gegentreffer hinnehmen.